# Cars (Gironda)
Cars è un comune francese di 1 193 abitanti situato nel dipartimento della Gironda, nella regione della Nuova Aquitania.

## Società

### Evoluzione demografica
Abitanti censiti